# Partit Popular d'Eritrea
El Partit Popular d'Eritrea (Eritrean Peoples' Party-EPP) fou un grup d'oposició d'Eritrea sorgit de l'antic Front d'Alliberament d'Eritrea-Consell Revolucionari. Va portar aquest nom del 2008 al gener del 2010. El seu cap fou Woldeyesus Ammar.
L'1 de gener de 2010 es va unir formalment al Partit Democràtic d'Eritrea (Eritrean Democratic Party), escindit del Front Popular per la Democràcia i la Justícia (PFDJ) antic Front Popular d'Alliberament d'Eritrea el 2001, i al Moviment de Resistència Democràtic d'Eritrea Gash Setit (Democratic Resistance Movement– Gash Setit), escindit del Front d'Alliberament d'Eritrea el 1986 (que ja se li havia incorporat el 24 de maig de 2009), per formar el Partit Popular Democràtic d'Eritrea.